# 喜多見重勝
喜多見 重勝（きたみ しげかつ）は、江戸時代の旗本・茶人。

## 出自
喜多見氏は、桓武平氏の平将常を祖とする秩父氏の庶流・武蔵江戸氏23代当主・喜多見勝忠が、江戸に入府した徳川家康の旗本となり、武蔵国喜多見村500石を安堵された際、喜多見氏に改姓したことから始まる。

## 略歴
喜多見勝忠の三男として武蔵に誕生。父の死後、家督は兄・重恒が継いだため、重勝は遺領のうち1,000石を受け継ぎ、のちに1,500石を知行する。
寛永15年（1638年）5月8日、歩行頭であった重勝は小納戸・野々山兼綱や書院番・山崎正信と共に目付に任じられる。その後、大坂目代等の要職を歴任した。天和3年（1683年）12月21日に隠居、家督を養子・重治に譲った。
貞享2年（1685年）9月15日、死去。享年82。

## 茶人として
義兄の佐久間将監（宗可流の祖）に茶の湯を学び、皆伝を受けた。のちに父・勝忠と親しかった小堀遠州にも師事し、両流派の茶の湯を学んだ重勝は、茶人としての技量を高く評価され、喜多見流を創設するに至った。世田谷区成城3丁目のお茶屋坂は、彼の茶室があったことに由来し名づけられた。